# AT&T
AT&T, Inc. är ett amerikanskt multinationellt telekommunikationsbolag som rankas som det tredje största på den amerikanska marknaden. AT&T tillhandahåller telefoni, video-, data- och Internet-tjänster till företag, myndigheter och privatpersoner. Bolaget har under sin långa historia periodvis varit världens största teleoperatör samt världens största kabel-tv-bolag. Namnet var en gång förkortning för American Telephone and Telegraph, men är idag ett namn i sig. Bolaget bildades den tredje mars 1885 för att sköta USA:s första långdistanslinje för telefoni, mellan New York och Chicago från 1892, till San Francisco 1915.
Mobiloperatören Cingular är numera en del av AT&T under namnet AT&T Mobility.
I Sverige vänder sig AT&T bara till företagskunder. Man har sitt svenska kontor i Solna Business Park.

## Historia

### Expansion (1885–1983)
Det som blev American Telephone and Telegraph Company (AT&T) började år 1880 när Bell System (American Bell Telephone Company) etablerade långdistansverksamhet för att knyta ihop de lokala telebolagen som bedrev telefoniverksamhet med licenser från Bell System. År 1885 bildades företaget AT&T, ett helägt dotterföretag till Bell System.

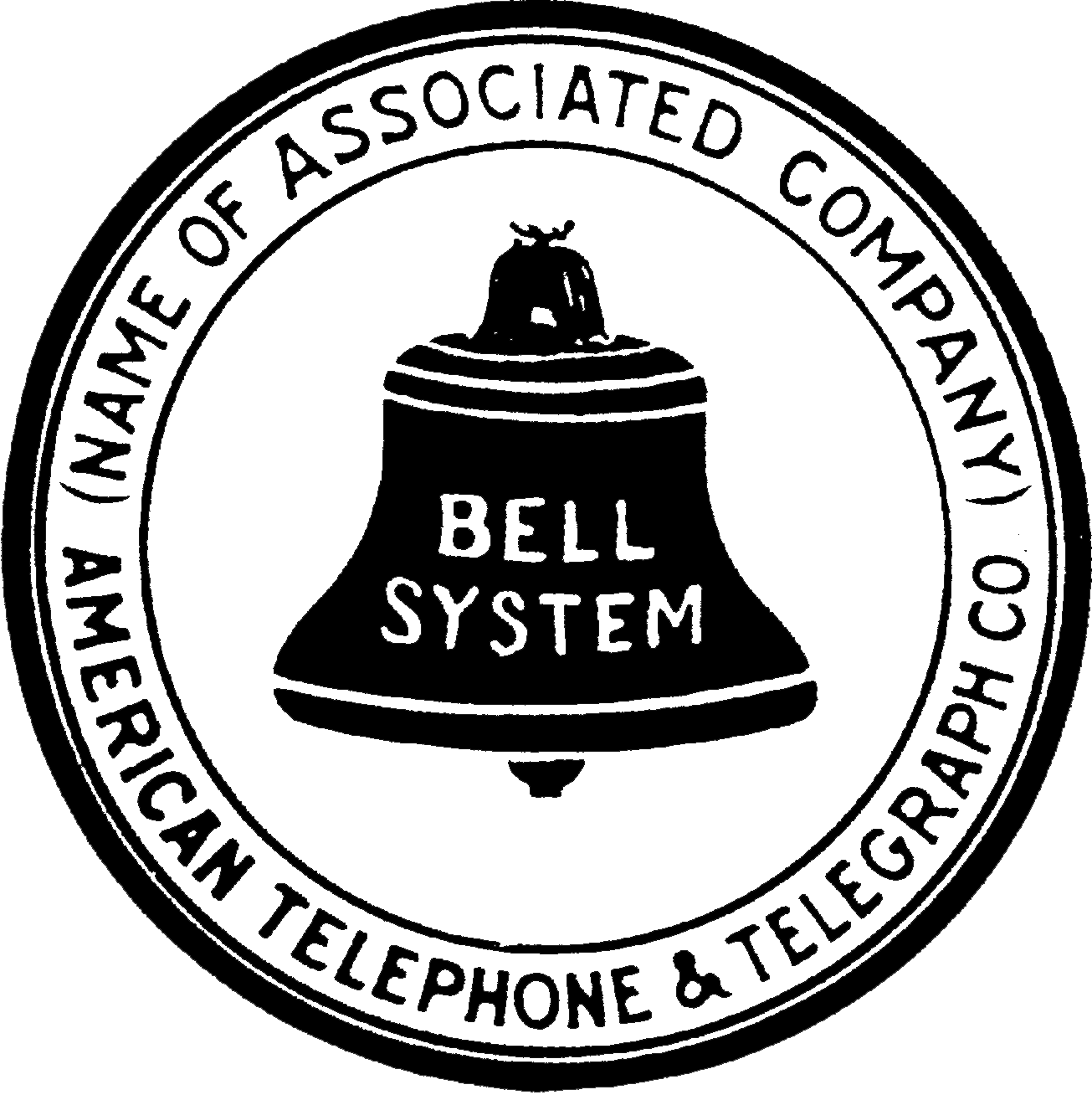
Varumärke mellan åren 1921 och 1939

År 1900, efter beslut av aktieägarna, förvärvades tillgångarna i moderbolaget, och AT&T blev därmed nytt moderbolag till hela koncernen som fram till 1984 bestod av följande delar:
- AT&T Long Lines, långdistanstrafiken mellan lokala teleoperatörer.
- Western Electric Company, bolag för tillverkning av telefoniutrustning.
- Bell Labs, bolag för forskning- och utveckling (FoU).
- Bell operating companies (BOCs), lokala telefondriftbolag

År 1970 var AT&T USA:s största och högst värderade företagsgrupp med en miljon anställda. 
AT&T var, genom sitt tillverkningsföretag Western Electric, världens största leverantör av telefonväxlar fram till slutet av 1980-talet. Under 1970-talet tillverkades och installerades AT&Ts datorstyrda analoga växel No.1 ESS och senare på 1980-talet den digitala växeln No. 5 ESS. Efter avregleringen 1984 blev de regionala Bellbolagen (RBOC) fria att välja andra tillverkare, vilket främst gynnade Northern Telecom på bekostnad av AT&T. År 1990 hade AT&T halkat ned på tredje plats i världen som växeltillverkare.

### Avreglering (1984–2004)
I januari 1984 tvingades, av federala lagar, AT&T att dela upp telefondriftbolagen (BOCs) i sju oberoende regionala driftbolag (RBOC):
- Ameritech (uppköpt av SBC Communications år 1999)
- Bell Atlantic (ändrade namn till Verizon år 2000)
- BellSouth
- NYNEX (uppköpt av Bell Atlantic år 1997)
- Pacific Telesis (uppköpt av SBC Communications år 1997)
- Southwestern Bell (ändrade namn till SBC Communications år 1995)
- US West (uppköpt av Quest år 2005).

Företagsgruppen AT&T bestod efter 1984 av AT&T Longlines, Western Electric samt Bell Labs (förutom den del av Bell Labs som utgjorde det nybildade BellCore och som finansierades och ägdes gemensamt av de sju regionala Bellbolagen).
År 1995 bildades Lucent Technologies av det som tidigare var AT&T Technologies, och som innefattade Western Electric och Bell Labs. Samma år ändrade Southwestern Bell namnet till SBC Communications, och sedan förvärvades Pacific Telesis år 1997, och Ameritech år 1999. År 2000 fusionerades SBC Communications med BellSouth under det nya namnet Cingular. År 2004 förvärvades AT&T Wireless av Cingular.

### En ny epok (2005–2006)
År 2005 köpte SBC (majoritetsägaren av Cingular) det som fanns kvar av det ursprungliga AT&T, och namnet på koncernen SBC Communications ändras till AT&T, dessutom blev AT&T Mobility det nya namnet för Cingular. År 2006 köper AT&T BellSouth Corp och får därmed full kontroll över Cingular. Samma år avyttras Lucent Technologies till Alcatel som får det nya namnet Alcatel-Lucent.

## Tjänster
AT&T Connect är ett kombinerat webb, video och röstkonferenssystem. Det utvecklades av Interwise och förvärvades 2007–2008 av AT&T. AT&T Connect används av företag för att genomföra möten online och används av cirka 1 miljon användare i ett 20-tal länder runt om i världen.